# Лемба, Артур Густавович
А́ртур Гу́ставович Ле́мба (эст. Artur Lemba; 24 сентября 1885, Ревель, Эстляндская губерния, Российская империя) — 21 ноября 1963, Таллин, Эстонская ССР) — эстонский и советский композитор, пианист и музыкальный педагог. Профессор (1915). Народный артист Эстонской ССР (1962).
Автор первой эстонской оперы («Sabina», 1905) и первой эстонской симфонии (1908). Первый эстонский пианист, получивший международную известность. Вместе со своим братом Теодором основал Эстонскую фортепианную школу.

## Биография
Начальное музыкальное образование получил у своего старшего брата Теодора. В 1899 году, следуя его примеру, поступил в Санкт-Петербургскую консерваторию, где учился игре на фортепиано у К. К. Фан-Арка, В. П. Толстова и других известных педагогов того времени. Среди преподавателей, занимавшихся с юношей по различным направлениям музыкальной теории были Николай Соловьев, Анатолий Лядов, Александр Глазунов (по контрапункту) и Николай Римский-Корсаков (по инструментовке).
1905 стал годом выхода в свет первой эстонской оперы «Sabina» (позже появилась её вторая редакция под названием «Дочь Лембиту»). В 1908 году Лемба окончил консерваторию по классу фортепиано И. А. Боровки, получив малую золотую медаль как пианист и большую серебряную — по композиции. Кроме этого, он был награждён призом Антона Рубинштейна. В том же году А. Лемба сочинил свою 1-ю симфонию, посвященную Александру Глазунову, ставшую первой симфонией, написанной эстонским композитором.
Начиная с 1908 года Лемба работал преподавателем игры на фортепиано в Санкт-Петербургской консерватории. В 1910 году он участвовал в конкурсе им. Рубинштейна, и попал в список из восьми финалистов вместе с такими известными пианистами, как Артур Рубинштейн и Эдвин Фишер. Его карьера музыкального педагога развивалась достаточно стремительно и в 1915 году Лемба был уже профессором петербургской консерватории, а в 1918 стал руководителем музыкального отдела Комиссариата Просвещения в Петрограде.
В 1920 году А. Лемба вернулся на родину в Таллинн, где стал работать преподавателем игры на фортепиано в местной Высшей музыкальной школе. С 1921 года занимался преподавательской деятельностью в Финляндии в музыкальной школе Хельсинки, однако через год принял предложение Таллиннской консерватории, где проработал до самой смерти, возглавляя класс фортепиано (1934—1935 и 1941—1944).
Среди его студентов много известных в эстонском музыкальном сообществе личностей, таких как Кирилл Раудсепп, Виллем Рейманн, Эльза Авессон, Соломон Сахар и многие другие.
В Эстонии Артур Лемба продолжил также свою карьеру пианиста особенно бурно в течение 1920-х годов. В дополнение к местным концертам, он принимал участие в выступлениях в Риге, Москве, Одессе, Будапеште , Хельсинки и Стокгольме. Кроме того, он концертировал в составе различных ансамблей, сборных хоров и оркестров, а также с 1903 работал музыкальным критиком в газете «Vaba Maa».

## Творчество
В творчестве Артура Лембы — приверженца романтических традиций, прослеживается влияние петербургской школы, в частности А. Рубинштейна и А. Глазунова. Среди наиболее известных сочинений Лембы — «Поэма любви» для скрипки и фортепиано и Концерт соль мажор для фортепиано с оркестром.

## Избранные музыкальные произведения
оперы
- «Сабина» (Таллин, 1906, 2-я ред. — «Дочь Лембиту», Таллин, 1908),
- «Дева холма» (Таллин, 1928),
- «Любовь и смерть» (Таллин, 1931),
- Эльга (по драме Г. Гауптмана, Таллин, 1934)

для хора и симфонического оркестра
- кантата «Морская царица» (сл. В. Малышева, 1907),
- «Нарва» (1959)

для симфонического оркестра
- торжественные увертюры: I (1906), II (1949),
- симфонии: I (1909), II (Жизненный путь, 1923),
- «Поэма к 40-летию Октября» (1957)

для фортепиано и симфонического оркестра
- концерты: I (1905, 2-я ред. 1910), II (1931), III (1945), IV (1955), V (1960)
- Струнный секстет (1932)
- Фортепианный квинтет (1946)
- струнные квартеты — I (1934), II (1938)
- Фортепианный квартет (1938)
- для скрипки, виолончели и фортепиано
- трио: I (1929), II (1935)

Струнное трио
- I (1933), II (1958);
- для скрипки, виолончели и фортепиано
- сонаты (1931, 1947),
- Сонатина (1954); для 2-х фортепиано
- Симфоническая сюита (1946)

Для фортепиано
- сонаты: I (1950), II (Памяти П. И. Чайковского, 1953),
- Эстонская рапсодия (1928),
- Фантазия на эстонские народные песни (1928),
- Двенадцать прелюдий (1947),
- Сонатина (1954),
- этюды, пьесы;
- для голоса и фортепиано
- романсы на слова эстонских поэтов
- хоры на слова эстонских поэтов
- музыка к драматическим спектаклям.

## Награды и звания
- заслуженный артист Эстонской ССР (1945)
- народный артист Эстонской ССР (1962)
- орден «Знак Почёта» (30.12.1956)
- орден Орлиного креста 3 степени
- офицер ордена Заслуг (Венгрия)